# Aspidoras eurycephalus
Aspidoras eurycephalus és una espècie de peix de la família dels cal·líctids i de l'ordre dels siluriformes.
Adult, pot assolir fins a 3 cm de llargària total. Es troba al Brasil a Sud-amèrica.